# كاظم فكري أوزالب

كاظم فكري أوزالب (بالتركية: Kâzım Özalp)‏ (1880 - 6 يونيو 1968) ضابطًا عسكريًا تركيًا وسياسيًا وأحد الشخصيات البارزة في حرب الاستقلال التركية.

## سيرة شخصية

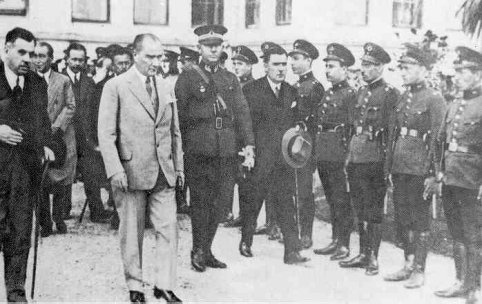
كاظم فكري أوزالب إلى جوار أتاتورك

تخرج كاظم فكري من المدرسة العثمانية العسكرية في عام 1902 وأكمل كلية الحربية في عام 1905. وهو من مواليد كوبرولو (الآن فيليس، جمهورية مقدونيا)، في فيلايت في كوسوفو من الإمبراطورية العثمانية لعائلة ألبانية  شارك كاظم أوزالب في حادث 31 مارس عام 1909. كان قائدًا عسكريًا خلال حروب البلقان. في عام 1917، تمت ترقيته إلى رتبة عقيد. كان أحد القادة العسكريين الذين نظموا جماعات المقاومة ضد احتلال إزمير. خلال حرب الاستقلال التركية.
أصبح كاظم عضوًا في برلمان الجمهورية التي تم تأسيسها مؤخرًا كنائب عن مقاطعة باليكسير، وقد شغل منصب وزير الدفاع في عدة حكومات من 1921 إلى 1925، ثم في الفترة من 1935 إلى 1939. انتخب رئيسا للجمعية الوطنية التركية الكبرى 1924 حتي 1935. في عام 1950، تم انتخابه للبرلمان كنائب من مقاطعة فان. تقاعد من السياسة في عام 1954.